# Landelijk Netwerk Acute Zorg
Het Landelijk Netwerk Acute Zorg (LNAZ) is een organisatie die belast is met coördineren van acute zorg binnen Nederland. Het is een netwerkorganisatie van de tien ziekenhuizen in Nederland met een traumacentrum.
Het LNAZ richtte mede het Landelijk Coördinatiecentrum Patiënten Spreiding op tijdens de coronacrisis in Nederland, na een verzoek van het ministerie van Volksgezondheid, Welzijn en Sport.

## Regionale netwerken
In Nederland is de acute zorg georganiseerd in de volgende regionale netwerken:
- Acute Zorg Netwerk Noord Nederland (AZNN)
- Netwerk Acute Zorg regio Zwolle (NAZrZ)
- Acute Zorg Euregio
- Acute Zorgregio Oost (AZO)
- Netwerk Acute Zorg Noord-Holland/Flevoland
- Acute Zorg Netwerk Midden-Nederland (NAZMN)
- Netwerk Acute Zorg West (NAZW)
- Traumacentrum Zuidwest-Nederland
- Netwerk Acute Zorg Brabant (NAZB)
- Netwerk Acute Zorg Limburg (NAZL)